# Whittlesey
Whittlesey è un paese di 15 581 abitanti della contea del Cambridgeshire, in Inghilterra.